# Socorro (kommun i Brasilien, São Paulo, lat -22,61, long -46,51)
Socorro är en kommun i Brasilien.   Den ligger i delstaten São Paulo, i den sydöstra delen av landet, 800 km söder om huvudstaden Brasília. Antalet invånare är 36 695.
Följande samhällen finns i Socorro:
- Socorro

Omgivningarna runt Socorro är huvudsakligen savann. Runt Socorro är det ganska tätbefolkat, med 70 invånare per kvadratkilometer.